# Jonathan Augustinsson
Hans Oskar Jonathan Augustinsson (Stoccolma, 30 marzo 1996) è un calciatore svedese, difensore del Rosenborg.

## Biografia
Jonathan è fratello minore di Ludwig Augustinsson, anch'egli terzino sinistro cresciuto nel Brommapojkarna.

## Carriera
Ha iniziato a giocare a calcio nel Brommapojkarna quando aveva 7 anni, seguendo le orme del fratello Ludwig. Durante gli anni dell'adolescenza ha avuto alcuni fastidi ai muscoli, al ginocchio e alla schiena, superati al punto tale da compiere tutta la trafila delle giovanili e arrivare alla prima squadra. Diciannovenne, con il "BP" ha giocato 16 partite della Superettan 2015, 15 delle quali – la metà delle giornate complessive – da titolare. La squadra, tuttavia, ha chiuso la stagione retrocedendo in terza serie.
Nel febbraio del 2016 è stato tesserato dal Djurgården, altra squadra stoccolmese, con cui ha firmato un contratto di quattro anni. Nella stagione del debutto con la nuova maglia è stato fermato da problemi fisici che non gli hanno consentito di mettere a referto presenze in gare ufficiali. Le sue prime partite ufficiali con il Djurgården sono state in Coppa di Svezia tra febbraio e marzo 2017, poi nell'Allsvenskan 2017 ha collezionato 8 presenze, tutte da subentrante. Durante il campionato 2018, però, ha preso stabilmente il posto lasciato libero dalla partenza di Elliot Käck, mentre l'anno successivo (concluso con la vittoria del titolo nazionale) ha giocato 9 partite da titolare e 7 da subentrante.
Il 4 dicembre 2020 è stato reso noto il suo acquisto da parte dei norvegesi del Rosenborg: il giocatore ha firmato un contratto quadriennale, valido dal successivo mese di gennaio, e ha scelto di vestire la maglia numero 3.

## Palmarès

### Club

#### Competizioni nazionali
- Campionato svedese: 1

Djurgarden: 2019